# مؤسسة البحث والتطوير (باكستان)
مؤسسة البحث والتطوير (المختصرة بـ ردي ) هي معهد بحث وتطوير متعلق بالدفاع يقع في روالبندي ، البنجاب ، باكستان . 
تأسست عام 2020 داخل وزارة الإنتاج الحربي (MoDP) ، وهي تركز على التوطين لدعم قدرات القوات المسلحة الباكستانية والوكالات الحكومية الأخرى. 

## ملخص
مؤسسة البحث والتطوير (RDE) هي منظمة بحث وتطوير متعددة التخصصات (R&D) تأسست في مايو 2020 من خلال دمج ثلاث مؤسسات مستقلة سابقًا، وهي: 
- مؤسسة أبحاث وتطوير المركبات العسكرية (MVRDE)
- مؤسسة أبحاث وتطوير التسليح (ARDE)
- معهد البصريات (IOP)

تعمل ردي على تعزيز الاعتماد على الذات من خلال تطوير وإنتاج المعدات الدفاعية محليًا. كما أنها تتعاون مع الأوساط الأكاديمية والصناعة لتطوير المعدات والمركبات والتكنولوجيا. وهذا يقلل من الاعتماد على الموردين الأجانب ويعزز الأمن القومي.